# 대한민국 민법 제211조
대한민국 민법 제211조는 소유권의 내용에 대한 민법 물권법 소유권상 조문이다. 1958년 2월 22일 법률 제471호로 제정되어 1960년 1월 1일 시행되었다.

## 조문
제211조(소유권의 내용) 소유자는 법률의 범위내에서 그 소유물을 사용, 수익, 처분할 권리가 있다.

第211條 (所有權의 內容)所有者는 法律의 範圍內에서 그 所有物을 使用, 收益, 處分할 權利가 있다.

Article 211 (Contents of Ownership)
An owner has the right, within the scope of law, to use, take the profits of, and dispose of, the article owned. 

## 해설
- 사용: 용도에 맞게 활용.
- 수익: 물건으로부터 천연과실(예: 열매)이나 법정과실(예: 토지나 가옥의 임대료)을 얻음.
- 처분: 물건을 매각, 담보 제공, 변형 등으로 처리

## 판례
- 소유자가 채권적으로 그 상대방에 대하여 사용·수익의 권능을 포기하거나 사용·수익권의 행사에 제한을 설정하는 것 외에 소유권의 핵심적 권능에 속하는 배타적인 사용·수익의 권능이 소유자에게 존재하지 아니한다고 하는 것은 물권법정주의에 반하여 특별한 사정이 없는 한 허용될 수 없다[1]

## 참고문헌
- 윤철홍. "소유권의 내용(민법 제211조)에 관한 개정론." 토지법학 27.2 (2011): 1-24.
- 金相容, "제211조, 民法注解 (V)" 博英社 1992.